# 金正日 (映画)
『金正日』（きむ・じょんいる）は、渡辺文樹監督によって日本で製作された自主上映の伝記映画作品である。

## あらすじ
渡辺は朝鮮民主主義人民共和国（北朝鮮）の内情を取材するルポルタージュ映画を数多く製作しているが、この作品では金正日朝鮮労働党最高首脳・総書記が、2003年9月に持病である糖尿病の悪化によりすでに死亡していたという説を唱え、これをなぜ世界の政府やマスコミは隠し通しているのか、また日本人同胞を含め、数多くの犠牲者を生み出した一連の拉致問題や核開発問題などを広く世間に訴えているプロパガンダ的な作品である。なお実際には2011年12月19日に没している。

## 出演
いずれも本人役
- 金正日
- 渡辺文樹
- 堀田不同
- 堀田スミエ
- 金正夫
- 金恵松
- 金敬英
- 李敦錫
- 堀田フィルム